# Ambrosius Perling
Pour les articles homonymes, voir Perling.
Ambrosius Perling est un maître écrivain actif à Amsterdam, né vers 1657-1658 et mort en 1718.

## Biographie
Son père, Marcelis Perling, était originaire d'Utrecht, tenait une école à Amsterdam avec sa femme Anna de Bree, et fut très probablement le premier maître d'écriture d'Ambrosius. Ambrosius eut six frères et sœurs, et un de ses beaux-frères, graveur sur cuivre et graveur en lettres, fut peut-être son premier maître en gravure.
Né à Utrecht vers 1657-1658, Ambrosius fut d'abord maître d'école (c'est le métier déclaré dans sa déclaration de citoyenneté à Amsterdam, faite en 1683). Il se maria en 1681 avec Maria Eyssen, du même âge que lui, fille d'un marchand de soie. A Amsterdam également, il s'établit comme maître d'école, sur le Keizersgracht, mais y fut également maître écrivain (schrijf-meester). Ambrosius décéda en 1718 à Amsterdam, sa femme un an plus tard. Ils ont eu neuf enfants, tous baptisés entre 1682 et 1692, dont deux au moins sont morts en bas âge.
Après sa mort, ses livres d'exemples furent encore diffusés à Amsterdam pendant une dizaine d'années par des libraires ou des graveurs, comme en témoignent des annonces passés dans le Amsterdamsche Courant. Les planches de ses ouvrages furent successivement rachetées par des imprimeurs ou des libraires longtemps encore, puisqu'on pouvait toujours se procurer quelques livres vers 1815 ! On observe que plusieurs maîtres écrivains plus jeunes que lui se sont inspirés de ces travaux, tels Jan Pas, Gerred de Broen ou Jan Baers. Son influence se ressentit jusqu'en Angleterre, comme chez John Ayres, Charles Snell, George Shelley, John Clark, George Bickham ou Joseph Champion, et jusqu'à la fin du XVIIIe siècle, et Perling peut être considéré comme un des premiers promoteurs de l'écriture dite anglaise. Il fut d'ailleurs le seul maître écrivain de la fin du XVIIe siècle qui soit cité à l'égal de ses prédécesseurs les plus célèbres, tels Jan van den Velde, Maria Strick ou David Roelands. 

## Œuvres

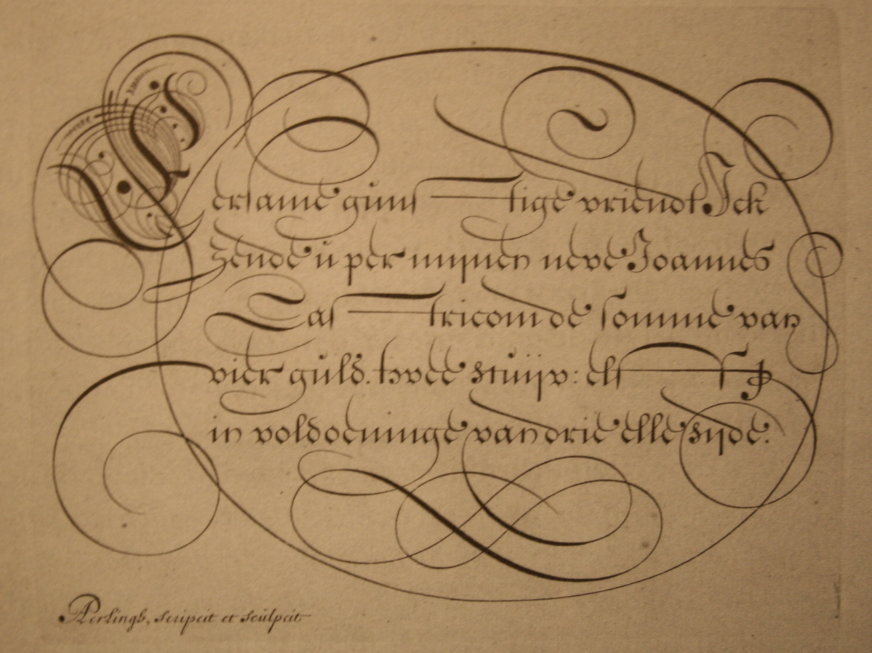
Page de titre de lExemplaar-boeckde 1679.

Perling a publié trois livres d'exemples, dont il a gravé les planches, ainsi qu'un alphabet et un livre de nombres, peut-être publiés avant les exemples car ils ne furent pas gravés par lui. Tous furent publiés à ses frais. Il grava aussi le livre d'exemples de son collègue François de Bruyne.
- Groote en kleene voorbeelden van Latynse, Italiaanse, Romeynse Naam en Getal-Letteren... Large and small examples of latin, italian, and roman name and number letters very necessary for all painters, marck, letter and seal cutters... - Amsterdam : grav. W. de Broen, ca. 1660. 4° obl., 49 f. Leipzig : Deutsches Buch- und Schriftmuseum. On connaît une émission éditée par N. Visscher (Cat. Muller n° 120).
- Exemplaar-boek inhoudende verscheyde nodige Gechriften... door Ambrosius Perlingh... - Amsterdam : W. de Broen, 1679. (Amsterdam UL). Plusieurs émissions connues. Croiset 2005 p. 48, Cat. Warmelink n° 520, Cat. Muller n° 121 (pour une émission tardive).
- Schat Kamer van verscheyde Geschriften met groote noerstigheyt geeinventeert, geschreven en gesneden door Ambrosius Perling... - Amsterdam : 1685. 4° obl., 17 f. (Amsterdam UL). Une planche est datée 1682. Là encore, plusieurs émissions sont connues jusque vers 1740 environ. Croiset 2005 p. 49, Cat. Muller n° 122-124.
- Deux exemples sont reproduits dans Mediavilla 1993 p. 238.